# Comitè Jueu Americà
El Comitè Jueu Americà (en anglès: American Jewish Committee), també conegut per les seves inicials AJC, va ser fundat l'any 1906, amb l'objectiu d'aplegar a la comunitat jueva dels Estats Units per a defensar els drets dels jueus a tot el món.És una de les organitzacions que defensen als jueus més antigues dels Estats Units.
Igual que el Comitè Jueu Americà, una altra institució important en la vida jueva als Estats Units és el Congrés Jueu Americà (American Jewish Congress), que sovint és nomenada pels seus inicials AJC. Per facilitar la diferenciació, (les hi coneix respectivament com el AJCommittee i el AJCongress). Una tercera institució és el Comitè Jueu de Distribució Conjunta (American Jewish Joint Distribution Committee) (JDC) una organització mundial amb base a Nova York, fundada l'any 1914 i activa a més de 70 països.